# Johimbin
Johimbin je alkaloid, ki deluje stimulativno in tudi kot afrodizijak. Navadno ga najdemo v rastlini Pausinystalia yohimbe (Yohimbe). Prisoten pa je tudi v Rauwolfia serpentina (Indian Snakeroot), skupaj s številnimi drugimi alkaloidi. Uporablja se lahko kot prehransko dopolnilo, ki vsebuje ekstrakt johimbina ali kot zdravilo za zdravljenje seksualne disfunkcije. Pri slednjem se uporablja v čisti obliki.

## Indikacije

### Spolne
Nacionalni inštitut zdravja NIH, je določil, da je johimbin hidroklorid standardizirana oblika johimbina, ki je v ZDA na voljo kot zdravilo na recept pri zdravljenju moške impotence. Uporabljal naj bi se tudi za zdravljenje orgazmične disfunkcije moških.
Rezultati kliničnih študij so zelo različni. Ugotovili so, da johimbin ni vedno učinkovit pri zdravljenju erektilne disfukcije. Tudi indikacija povečanja libida, ni bila dokazana.
Na splošno, rezultati zdravljenja niso impresivni.

### Druga uporaba
Uporablja se tudi za zdravljenje oz. odpravo stranskih učinkov ki jih povzročajo antidepresivi(pomanjkanje libida pri ženskah, nizek krvni tlak, suha usta), ter tudi kot kazalec delovanja noradrenergičnega sistema.
Pri hkratnem jemanju johimbina z antidepresivi fluoxetine in venlafaxine, so opazili povečanje antidepresivnega delovanja teh dveh učinkovin.
Uporablja se za olajšanje priklica travmatičnih spominov, pri zdravljenju posttravmatičnega stresa, zato te osebe ne smejo jemati johimbina na lastno pest.
V neki študiji so opazili, da jemanje johimbina pospeši izgubo maščobe pri športnikih, zato so se pojavili na trgu različni izdelki, ki vsebujejo johimbin in obljubljajo hitrejšo porabo maščob.Toda zanesljivih kliničnih dokazov ni. Največji uporabniki teh preparatov pa so bodibilderji.
V veterini se johimbin uporablja, pri hitrejšem bujenju živali, katere so predhodno uspavali s sedativom xylazinom.

## Farmakologija
Johimbin ima visoko afiniteto do α2-adrenergičnega receptorja, srednjo afiniteto do α1-adrenergičnega receptorja, 5-HT1A, 5-HT1B, 5-HT1D, 5-HT1F, 5-HT2B, in D2 receptorje.Šibko afinitoto kaže do 5-HT1E, 5-HT2A, 5-HT5A, 5-HT7, in D3 receptorjev.Obnaša se kot antagonist na α1-adrenergičnih, α2-adrenergičnih, 5-HT1B, 5-HT1D, 5-HT2A, 5-HT2B, in D2 receptorjih in kot delni agonist na 5-HT1A.Intrinzična aktivnost na drugih receptorjih ni znana, vendar je najverjetneje antagonist.

## Proizvodnja
Johimbin je glavni alkaloid v lubju zahodnoafriške zimzelene rastline Pausinystalia yohimbe, ki spada v družino Rubiacej(lat.Rubiaceae). Poleg johimbina vsebuje tudi še 31 različnih alkaloidov. Johimbin se v lubju nahaja v zelo majhnih koncentracijah, najdemo ga v obliki johimbin hidroklorida. Nato ga s tehnološkim postopkom ekstrahiramo in dobimo ekstrakt.

## Stranski učinki
Ima izrazite stranske učinke, pri večjih dozah se lahko pojavi anksioznost, tahikardija(pospešeno bitje srca), povišan krvni tlak, nespečnost in hiperaktivnost. Redkeje prisotni stranski učinki so halucinacije, napadi panike, omotica, glavobol in rdečica na koži. V skrajnih primerih lahko povzroča epileptične napade in odpoved ledvic.
Kontraindiciran je pri ljudeh z okvaro jeter, ledvic, srca ali pri bolnikih s psihičnimi motnjami.
Terapevtski indeks johimbina je zelo nizek, kar pomeni da je meja med efektivnimi in toksičnimi koncentracijami zelo ozka, zato je pri jemanju johimbina potrebna previdnost.